# نویبورگ
نویبورگ (به آلمانی: Neuburg) یک منطقهٔ مسکونی در آلمان است که در فرایبورگ واقع شده‌است. نویبورگ ۴٬۷۱۳ نفر جمعیت دارد.